# نهاية الحرب العالمية الثانية في آسيا
انتهت الحرب العالمية الثانية رسميًا في آسيا في 2 سبتمبر 1945، باستسلام اليابان على متن يو إس إس ميسوري. قبل ذلك، ألقت الولايات المتحدة قنبلتين ذريتين على اليابان، وأعلن الاتحاد السوفييتي الحرب على اليابان، مما دفع الإمبراطور هيروهيتو إلى إعلان قبول إعلان بوتسدام في 15 أغسطس 1945. سبتمبر 1945، وهو ما أدى في النهاية إلى مراسم الاستسلام في 2 سبتمبر.
بعد المراسم، واصلت القوات اليابانية الاستسلام عبر المحيط الهادئ، وكان آخر استسلام كبير حدث في 25 أكتوبر 1945، باستسلام القوات اليابانية في تايوان إلى تشيانج كاي شيك. احتل الأمريكيون والبريطانيون اليابان بعد نهاية الحرب حتى 28 أبريل 1952، عندما دخلت معاهدة سان فرانسيسكو حيز النفاذ.

## مقدمة

### الاتفاقيات السوفيتية لغزو اليابان
في مؤتمر طهران، الذي عقد بين 28 نوفمبر و1 ديسمبر 1943، وافق الاتحاد السوفييتي على غزو اليابان "بعد هزيمة ألمانيا"، ولكن هذا لم يتم الانتهاء منه حتى مؤتمر يالطا بين 4 فبراير و11 فبراير 1945، عندما وافق الاتحاد السوفييتي على غزو اليابان في غضون شهرين أو ثلاثة أشهر.   في 5 أبريل 1945، شجب الاتحاد السوفييتي ميثاق الحياد السوفييتي الياباني الذي وُقع في 13 أبريل 1941، حيث كان لدى الاتحاد السوفييتي الآن خطط للحرب مع اليابان. 

### استسلام قوات المحور في أوروبا
بدأ أكبر حلفاء اليابان في أوروبا في الاستسلام في عام 1945، مع استسلام آخر القوات الإيطالية في "عملية تسليم كازيرتا" في 29 أبريل 1945،  واستسلام الألمان في 8 مايو 1945،  تاركين اليابان باعتبارها القوة الرئيسية الأخيرة في دول المحور.

### مؤتمر بوتسدام وإعلانه
في 17 يوليو 1945، بدأ مؤتمر بوتسدام. وبينما كان الحلفاء يتعاملون في الغالب مع الأحداث في أوروبا بعد استسلام دول المحور، ناقشوا أيضًا الحرب ضد اليابان،  مما أدى إلى إصدار إعلان بوتسدام في 26 يوليو 1945، والذي دعا إلى الاستسلام غير المشروط لليابان، و"التدمير السريع والكامل" إذا فشلت اليابان في الاستسلام. ومع ذلك، فقد زعم الإنذار النهائي أيضًا أن اليابان لن "تستعبد كعرق أو تُدمر كأمة". 

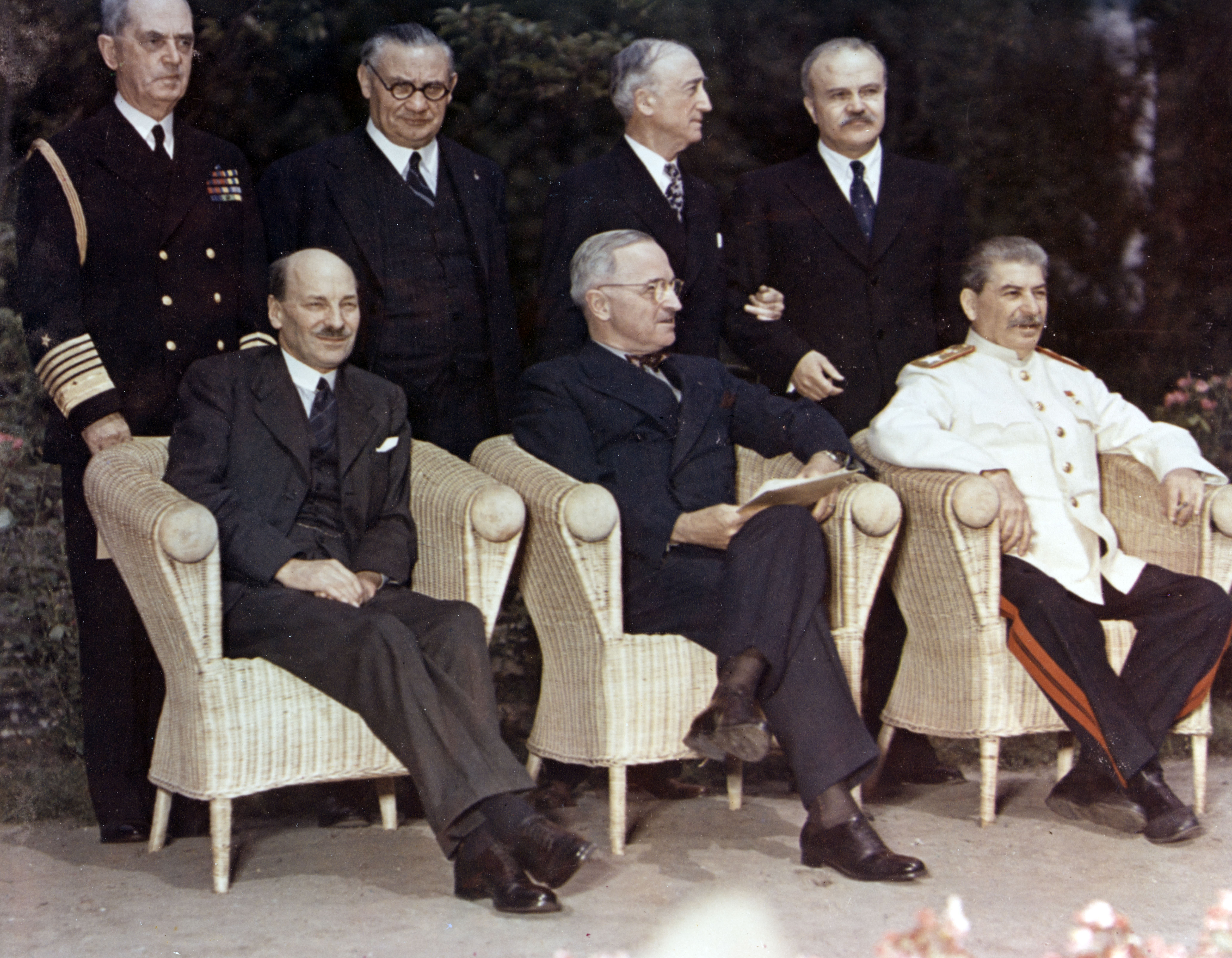
من اليسار إلى اليمين: كليمنت أتلي وهاري ترومان وجوزيف ستالين في مؤتمر بوتسدام.

#### محاولات السلام اليابانية وردها على إعلان بوتسدام

##### محاولات السلام
قبل صدور إعلان بوتسدام، كانت اليابان ترغب في محاولة تحقيق السلام مع الحلفاء، مع ظهور بعض التحركات المبكرة من جانب الحكومة في وقت مبكر من ربيع عام 1944. بحلول الوقت الذي تولت فيه حكومة سوزوكي السلطة في 7 أبريل 1945، أصبح من الواضح أن الهدف غير المعلن للحكومة هو تأمين السلام.  وشملت المحاولات المتكررة لإقامة اتصالات غير رسمية مع الحلفاء إرسال الأمير فوميمارو كونويه إلى موسكو لمحاولة إقناع الاتحاد السوفييتي بإجبار الأميركيين على وقف الحرب. ومع ذلك، لم يكن الاتحاد السوفييتي يريد أن يحقق الحلفاء السلام مع اليابان حتى يعلن الحرب على اليابان. 

##### الرد على إعلان بوتسدام
عندما صدر إعلان بوتسدام، اتبعت حكومة اليابان سياسة "موكوساتسو"، والتي يمكن ترجمتها تقريبًا إلى "الامتناع عن التعليق"، وهي على الأرجح أقرب ما تعنيه الحكومة.  ومع ذلك، بثت وكالات الدعاية اليابانية، مثل راديو طوكيو ووكالة أنباء دومي، أن اليابان "تتجاهل" إعلان بوتسدام، وهي ترجمة محتملة أخرى للكلمة، مما يجعل الأمر يبدو وكأن اليابان تجاهلت إعلان بوتسدام تمامًا، مما أدى إلى إسقاط الولايات المتحدة للأسلحة النووية على اليابان بعد بضعة أيام. 

## المراحل النهائية

### قبل الاستسلام غير الرسمي لليابان

#### القصف الذري على هيروشيما وناجازاكي

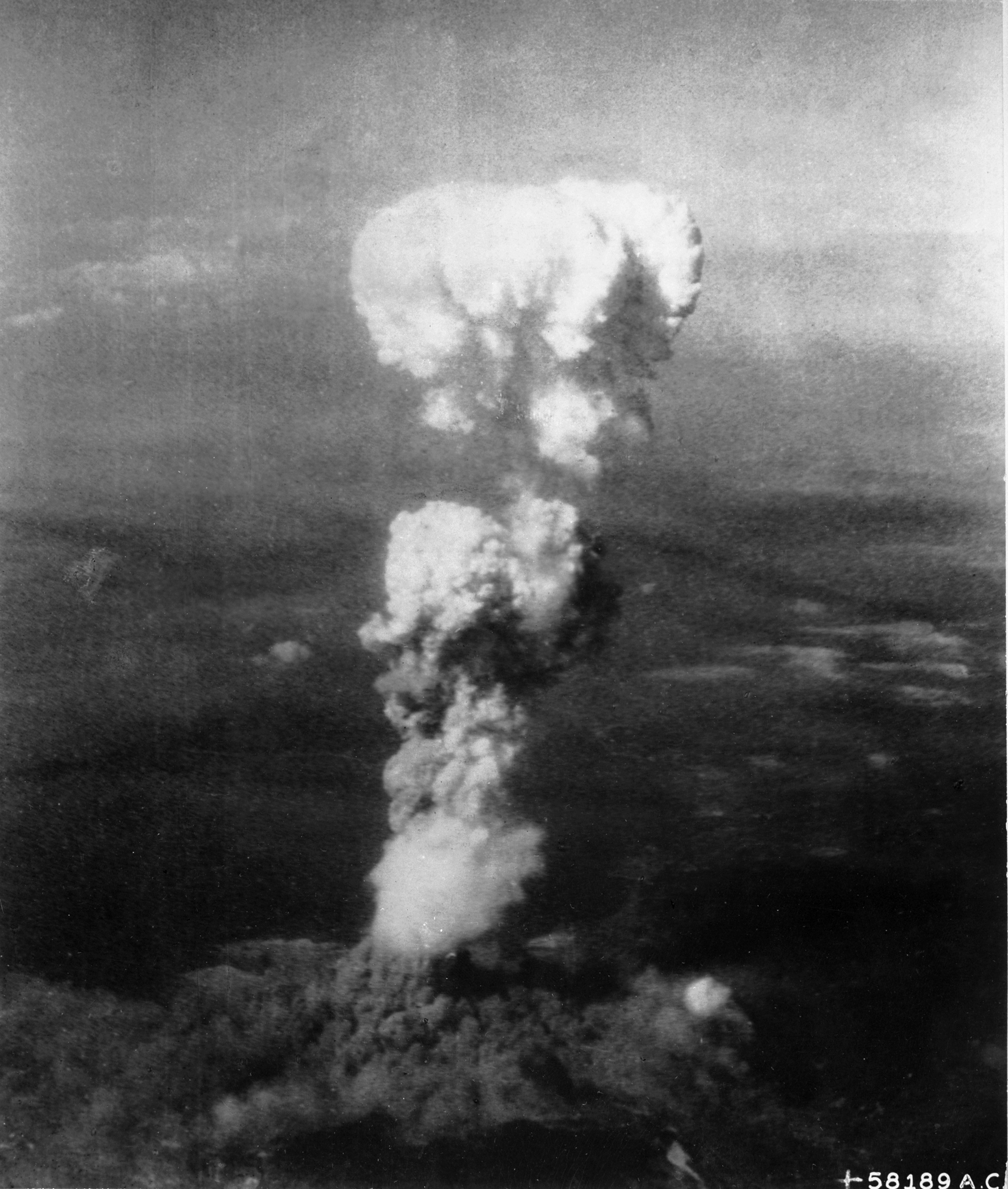
سحابة ذرية فوق هيروشيما بعد إسقاط "الصبي الصغير" على المدينة

في السادس من أغسطس عام 1945، أُلقيت قنبلة نووية على شكل مدفع، أطلق عليها اسم "الولد الصغير"، على هيروشيما من طائرة خاصة من طراز بي-29 سوبرفورترس تدعى إينولا جاي، وكان يقودها العقيد بول تيبيتس. وكان هذا أول استخدام للأسلحة الذرية في القتال. وقُتل 70 ألف شخص على الفور؛ ولقي 30 ألف شخص آخرين حتفهم بحلول نهاية العام. وقد اختيرت هيروشيما كهدف لإظهار القوة التدميرية للقنبلة.
بعد قصف هيروشيما، قال هاري ترومان "لقد أنفقنا ملياري دولار على أعظم مقامرة علمية في التاريخ - وفزنا". ومع ذلك، واصلت اليابان الحرب، على الرغم من محاولات بعض المسؤولين لإحلال السلام من خلال السوفييت. 
في 9 أغسطس 1945، أُسقطت قنبلة ذرية ثانية وأكثر قوة تعمل باستخدام البلوتونيوم، وهي قنبلة "الرجل السمين"، على مدينة ناغازاكي من طائرة بي-29 سيلفربلايت مختلفة تدعى "بوكسكار"، والتي كان يقودها اللواء تشارلز سويني. كان الهدف الأصلي هو كوكورا، ولكن السحب الكثيفة غطت المدينة، لذلك تم توجيه الطائرة إلى الهدف الثانوي، ناغازاكي، بدلا من ذلك. لقد أدى ذلك إلى مقتل 40 ألف شخص على الفور، ومات 30 ألف شخص آخر بحلول نهاية العام. 
كانت القنابل الذرية أحد الأسباب المحتملة التي دفعت الإمبراطور هيروهيتو إلى الاستسلام للحلفاء. 

#### الحرب السوفيتية ضد اليابان
في 8 أغسطس 1945، أعلن الاتحاد السوفييتي الحرب على اليابان، منتهكًا بذلك ميثاق الحياد السوفييتي الياباني. لقد أدى هذا إلى إحباط أي آمال في السلام عن طريق التفاوض من خلال الاتحاد السوفييتي وكان عاملاً رئيسياً في استسلام اليابان.  وفي اليوم التالي، غزت الجيوش السوفييتية منشوريا، وهاجمت من جميع الجهات باستثناء الجنوب.  في 10 أغسطس 1945، غزت القوات السوفيتية محافظة كارافوتو.  وفي أعقاب الإعلان، دخلت اليابان في حالة حرب مع كل الدول غير المحايدة تقريبا.

#### كوريا
في الحادي عشر من أغسطس عام 1945، ومع صياغة الأمر العام رقم 1، تم تحديد خط العرض 38 كخط فاصل بين مناطق الاحتلال السوفييتي والأمريكية في كوريا، مع استسلام القوات اليابانية شمال خط العرض للسوفييت، واستسلام تلك الموجودة إلى الجنوب للأميركيين. 

### الاستسلام الياباني غير الرسمي
في التاسع من أغسطس، وبعد إلقاء القنبلة الذرية على ناغازاكي، وقبل منتصف الليل بقليل، دخل هيروهيتو في اجتماع مع حكومته، حيث قال إنه لا يعتقد أن اليابان قادرة على مواصلة خوض الحرب. وفي اليوم التالي، أبلغت وزارة الخارجية اليابانية الحلفاء بأنها ستقبل إعلان بوتسدام. وفي مساء يوم 14 أغسطس، سجل هيروهيتو قبول إعلان بوتسدام في استوديو البث الإذاعي لهيئة الإذاعة اليابانية. لن يتم بث التسجيل حتى ظهر اليوم التالي. 

### بعد الاستسلام غير الرسمي

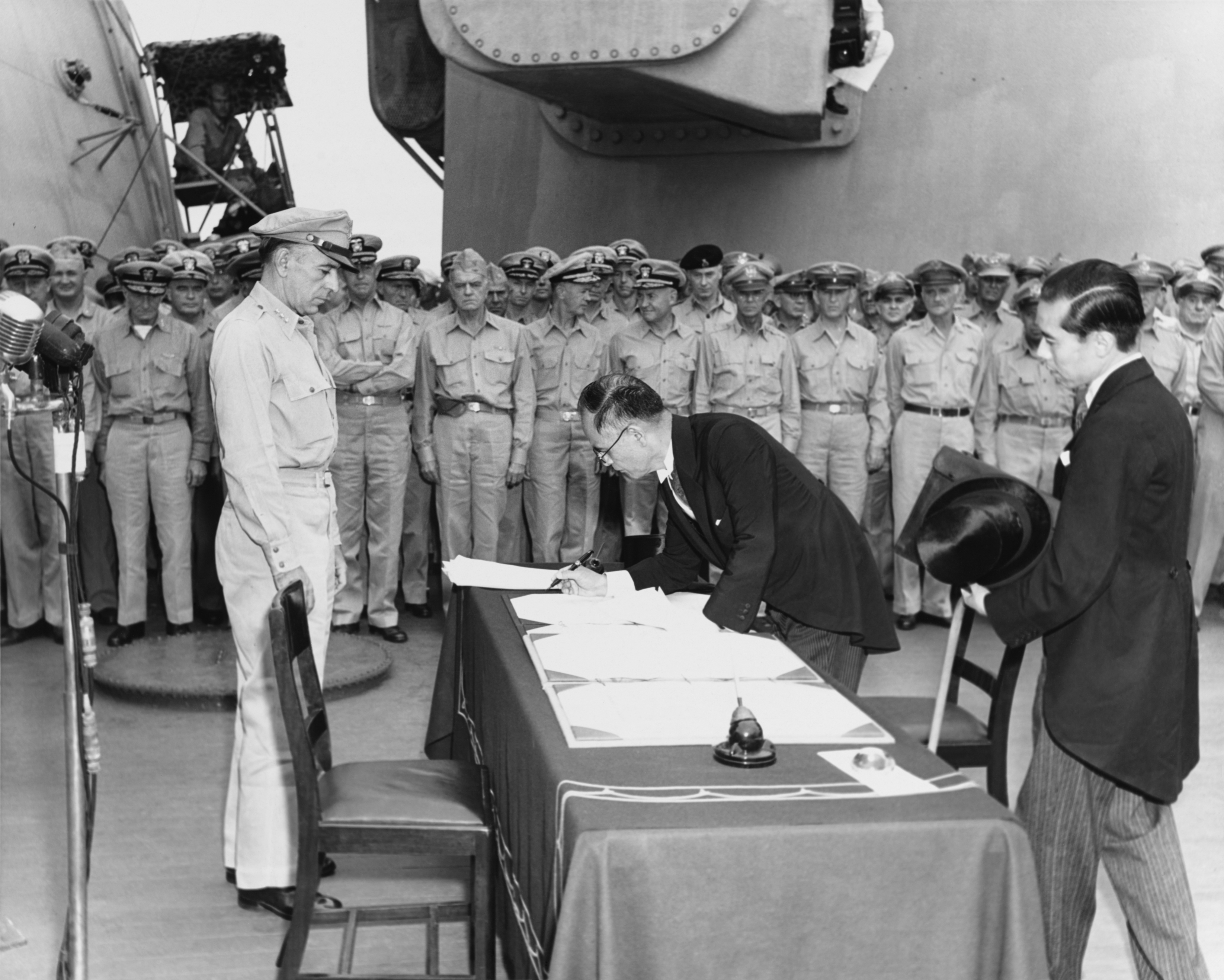
وزير الخارجية مامورو شيجيميتسو يوقع على وثيقة الاستسلام على يو إس إس ميسوري في خليج طوكيو في 2 سبتمبر 1945.

#### دوغلاس ماكارثر
كان الجنرال دوغلاس ماكارثر هو القائد الأعلى لقوات الحلفاء، وباعتباره كذلك كانت لديه السيطرة الكاملة على احتلال اليابان. أصدر الأمر العام رقم 1 في 17 أغسطس، والذي أمر فيه جميع القوات اليابانية بالاستسلام دون قيد أو شرط لقوة الحلفاء في المحيط الهادئ، اعتمادًا على الموقع.   في 30 أغسطس، وصل ماكارثر إلى قاعدة أتسوغي الجوية في اليابان لبدء احتلال اليابان من قبل قوى الحلفاء. 

#### آخر ضحية جوية
في 18 أغسطس، هاجم الطيارون اليابانيون طائرتين من طراز بي-32 من سرب القصف 386 ومجموعة القصف 312 في مهمة استطلاع تصويري فوق اليابان. أصيب الرقيب أنتوني ماركيوني، 19 عامًا، مساعد المصور، بجروح قاتلة في الهجوم وكان آخر أمريكي يُقتل في قتال جوي في الحرب العالمية الثانية. 

#### عمليات الحلفاء بعد الاستسلام غير الرسمي

##### عمليات القوات
في 18 أغسطس، بدأت القوات السوفيتية بغزو جزر الكوريل، بدءًا بالهبوط البرمائي في شومشو. وبعد خمسة أيام، استسلمت آخر القوات اليابانية هناك. في 30 أغسطس، بعد الاستسلام غير الرسمي، عادت القوات البريطانية إلى هونج كونج. 
27 أغسطس 1945
بدأت طائرات بي-29 في إسقاط الإمدادات للسجناء في المعسكرات اليابانية كجزء من عملية القائمة السوداء، والتي تضمنت تزويد أسرى الحرب التابعين للحلفاء بالإمدادات والرعاية الكافية وإجلائهم من سجونهم. 
29 أغسطس 1945
أُسقطت طائرة بي-29 فوق كوريا أثناء قيامها بتزويد أسرى الحرب بالإمدادات في معسكر كونان. يزعم بيل شترايفر وإيريك سابيتوف أن السوفييت أسقطوا الطائرة لمنع الأميركيين من تحديد المنشآت التي تدعم برنامج القنبلة الذرية اليابانية. 
2 سبتمبر 1945
مراسم الاستسلام الياباني الرسمية على متن يو إس إس ميسوري في خليج طوكيو؛ الرئيس الأمريكي هاري ترومان يعلن النصر على اليابان. 

## النتائج

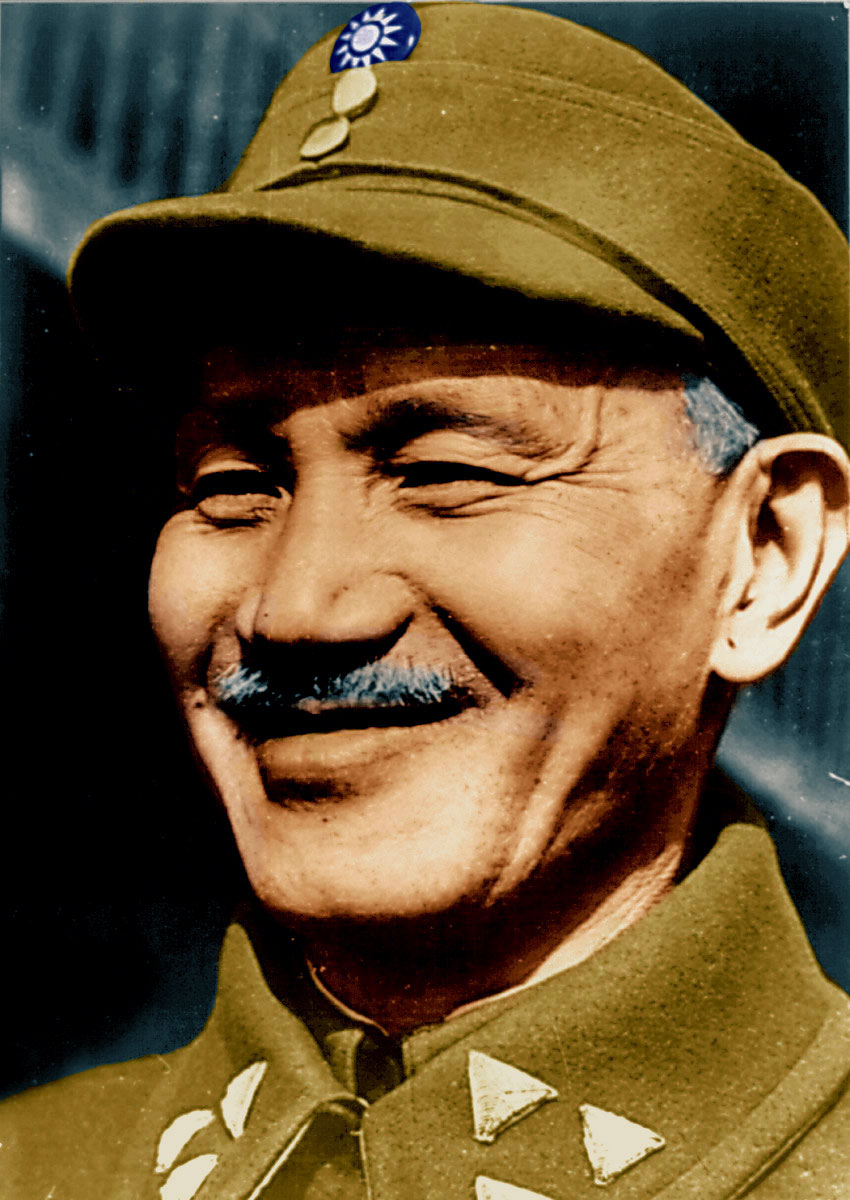
القائد العام شيانغ كاي شيك، مارس 1945

2 سبتمبر 1945
استسلمت الحامية اليابانية في بينانق، بينما بدأ البريطانيون في استعادة بينانق تحت عملية جوريست.
4 سبتمبر 1945
استسلمت القوات اليابانية في جزيرة ويك.
5 سبتمبر 1945
هبط البريطانيون في سنغافورة.
5 سبتمبر 1945
أكمل السوفييت احتلالهم لجزر الكوريل.
6 سبتمبر 1945
استسلمت القوات اليابانية في رابول وعبر بابوا غينيا الجديدة.
8 سبتمبر 1945
دخل ماكارثر طوكيو.
8 سبتمبر 1945
هبطت القوات الأمريكية في إنتشون لاحتلال كوريا جنوب خط العرض 38.
9 سبتمبر 1945
استسلمت القوات اليابانية في الصين.
9 سبتمبر 1945
استسلام القوات اليابانية في شبه الجزيرة الكورية.
10 سبتمبر 1945
استسلام القوات اليابانية في بورنيو.
10 سبتمبر 1945
استسلام اليابانيين في لابوان.
11 سبتمبر 1945
استسلام اليابانيين في سراوق.
12 سبتمبر 1945
استسلام اليابانيين في سنغافورة رسميًا.
13 سبتمبر 1945
استسلام اليابانيين في بورما رسميًا.
16 سبتمبر 1945
استسلام اليابانيين في هونج كونج رسميًا.
25 أكتوبر 1945
استسلام اليابانيين في تايوان للجنرال شيانج كاي شيك.

### تايلاند (سيام)
بعد هزيمة اليابان في عام 1945، لم يقبل معظم المجتمع الدولي، باستثناء بريطانيا، إعلان تايلاند للحرب، لأنه تم توقيعه تحت الإكراه. لم تحتل قوات الحلفاء تايلاند، ولكنها أُجبرت على إعادة الأراضي التي استعادتها إلى الفرنسيين.  في فترة ما بعد الحرب، كانت للحكومة التايلاندية علاقات وثيقة مع الولايات المتحدة، التي اعتبرتها بمثابة حامية من الثورات الشيوعية في البلدان المجاورة. 

### احتلال اليابان
في نهاية الحرب العالمية الثانية، وقعت اليابان تحت احتلال الحلفاء بقيادة الولايات المتحدة مع مساهمات أيضًا من أستراليا والهند ونيوزيلندا والمملكة المتحدة. وقد كان هذا الوجود الأجنبي بمثابة المرة الأولى في تاريخها التي يتم فيها احتلال الدولة الجزيرة من قبل قوة أجنبية.  كانت معاهدة سان فرانسيسكو للسلام، الموقعة في 8 سبتمبر 1951، بمثابة نهاية احتلال الحلفاء، وبعد أن دخلت حيز التنفيذ في 28 أبريل 1952، أصبحت اليابان مرة أخرى دولة مستقلة. 

### تسريح الجنود اليابانيين وإعادتهم إلى وطنهم
كانت إحدى المشاكل التي واجهها الحلفاء هي وجود ثلاثة ملايين مدني ياباني و3.5 مليون عسكري مسرح منتشرين في جميع أنحاء المنطقة. وكان الجنرال ماكارثر يرغب في إعادتهم الفورية إلى اليابان، ليس فقط لأسباب إنسانية ولكن أيضًا لرفع العبء الاقتصادي عن الأراضي المحررة حديثًا. وعلى العكس من ذلك، كان هناك أكثر من مليون مواطن من البلدان المحتلة الذين وجدوا أنفسهم في اليابان في نهاية الحرب. 
في 30 نوفمبر 1945، وبموجب توجيهات القائد الأعلى للقيادة العامة للجيش، قامت الحكومة اليابانية بحل وزارة الحرب ووزارة البحرية. وفي مكانهما نشأت وزارة التسريح الأولى (الجيش)، ووزارة التسريح الثانية (البحرية). بحلول منتصف عام 1946، تم تخفيض رتبة كلتا الوكالتين إلى مكاتب وتم تشكيلهما تحت إشراف وزارة الرعاية الاجتماعية. 
وتمت عملية الإعادة على الفور، لكن السلطات اليابانية واجهت مشاكل لوجستية نظراً لأن الصناعة البحرية اليابانية واجهت نقصاً في السفن اللازمة لنقل أسرى الحرب والمدنيين اليابانيين. وفي مختلف أنحاء المنطقة، كان اليابانيون محصورين بشكل رئيسي في معسكرات الاعتقال. في الفترة من 1 أكتوبر 1945 إلى 31 ديسمبر 1946، تم الانتهاء من إعادة أكثر من 5,103,300 ياباني إلى وطنهم. احتفظ الاتحاد السوفييتي بـ 1,316,000 أسير حرب، واحتفظت المملكة المتحدة بـ 81,000 أسير حرب، واحتفظت حكومة جزر الهند الشرقية الهولندية بـ 13,500 أسير حرب، بينما احتفظت الحكومة الصينية بـ 70,000 أسير حرب، لاستخدامهم في العمل القسري وجهود إعادة بناء أراضيها في غرب المحيط الهادئ. 

### المحكمة العسكرية الدولية للشرق الأقصى

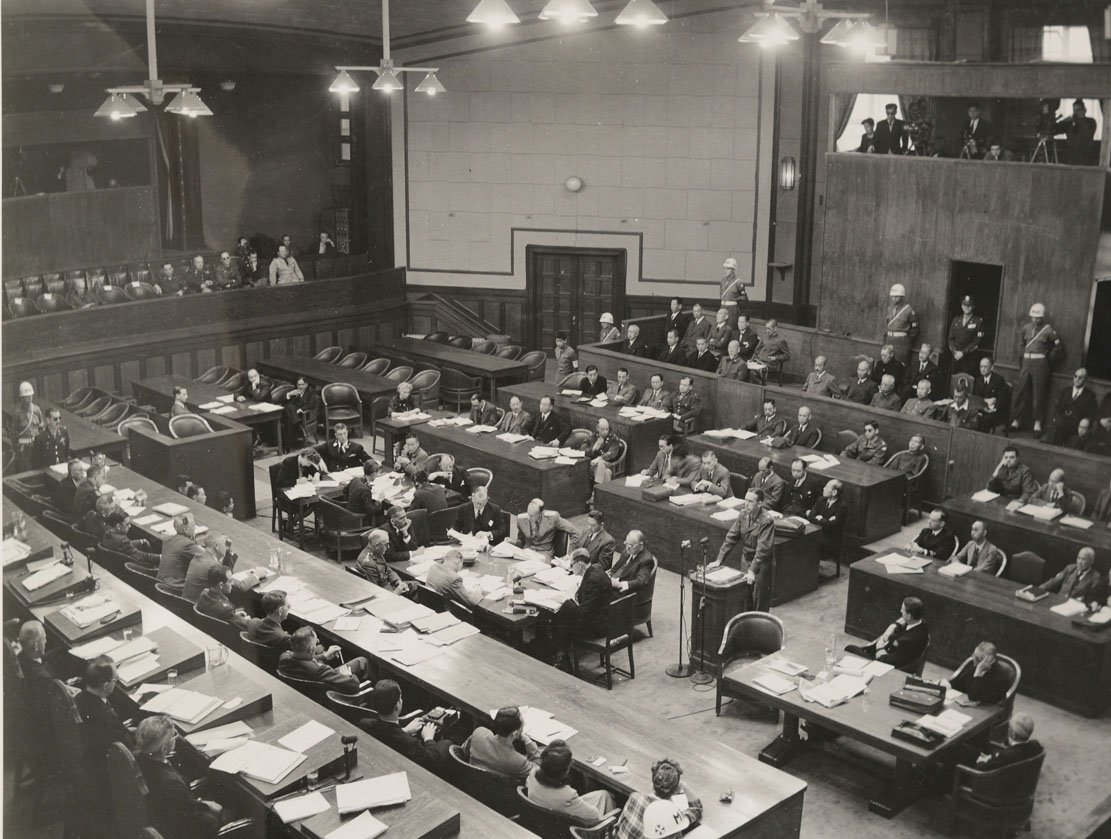
غرفة المحكمة العسكرية الدولية للشرق الأقصى

خلال فترة احتلال اليابان، كانت تهم جرائم الحرب اليابانية الرئيسية محصورة على أولئك الذين شاركوا في مؤامرة مشتركة لبدء وشن الحرب، والتي يطلق عليها "الفئة أ" (جرائم ضد السلام)، وكانت تُوجه ضد أولئك في أعلى هيئات صنع القرار؛ وكانت جرائم "الفئة ب" مقصورة لأولئك الذين ارتكبوا فظائع "تقليدية" أو جرائم ضد الإنسانية؛ وكانت جرائم "الفئة ج" للذين "خططوا أو أمروا أو أذنوا أو فشلوا في منع مثل هذه التجاوزات على مستويات أعلى في هيكل القيادة". 
وجهت الاتهامات إلى ثمانية وعشرين من القادة العسكريين والسياسيين اليابانيين بارتكاب جرائم من الفئة (أ)، كما وجهت الاتهامات إلى أكثر من 5500 آخرين بارتكاب جرائم من الفئتين (ب) و(ج)، باعتبارهم مجرمي حرب من رتبة أدنى. عقدت جمهورية الصين 13 محكمة خاصة بها، أسفرت عن 504 إدانة و149 إعدامًا.  وأجرت الفلبين أيضًا محاكماتها الخاصة لإدانة مجرمي الحرب من الفئتين ب وج. في 4 يوليو 1953، أصدر الرئيس أصدر إلبيديو كويرينو عفواً عن 105 من مجرمي الحرب اليابانيين، ممهداً الطريق لإعادتهم إلى اليابان.  
لم تتم محاكمة الإمبراطور هيروهيتو وجميع أعضاء العائلة الإمبراطورية مثل الأمير أساكا، بتهمة التورط في أي من الفئات الثلاث من الجرائم. يوضح هربرت بيكس أن "إدارة ترومان والجنرال ماكارثر اعتقدا أن إصلاحات الاحتلال ستتم بسلاسة إذا استخدما هيروهيتو لإضفاء الشرعية على تغييراتهما".  وقد تم توجيه الاتهام إلى ما يصل إلى 50 مشتبهاً، مثل نوبسوكي كيشي، الذي أصبح فيما بعد رئيساً للوزراء، ولكن تم إطلاق سراحهم دون تقديمهم للمحاكمة في عامي 1947 و1948.  حصل شيرو إيشي على الحصانة مقابل البيانات التي جمعها من تجاربه على السجناء الأحياء.  وكان القاضي المعارض الوحيد الذي برأ جميع المتهمين هو القاضي الهندي رادهابينود بال. 
تم تأجيل المحكمة في 12 نوفمبر 1948. 